# 喬塔區
6°33′37″S 78°38′59″W / 6.5602°S 78.6497°W
喬塔區（西班牙語：Distrito de Chota），是秘魯的一個區，位於該國北部卡哈馬卡大區的喬塔省，面積261.8平方公里，海拔高度2,388米，2005年人口48,332，人口密度每平方公里180人。